# La Apartada
La Apartada es un municipio colombiano ubicado en el noroccidente del país, entre el sur del departamento de Córdoba Limita al oriente con Ayapel y el norte del departamento de Antioquia. Es atravesado por el río San Jorge y la quebrada San Mateo. 
Es el lugar de parada obligatoria para quienes viajan a las cabeceras municipales de Montelíbano y de Ayapel, ya que de allí se inician los dos ramales que conducen a ellos.

## División Político-Administrativa
Aparte de su Cabecera Municipal. La Apartada tiene bajo su jurisdicción los centros poblados:
- Campo Alegre
- La Balsa
- Puerto Córdoba
- Sitio Nuevo

## Historia
El origen del municipio de La Apartada se remonta al año 1957, cuando se comienza a conformar un asentamiento de personas provenientes de distintas partes del país, atraídos por la construcción del puente sobre el río San Jorge y los carreteables que comunican a los municipios de Ayapel y Montelíbano. Las primeras viviendas fueron construidas como especies de enramadas en las cuales se vendían fritos y comidas, aprovechando las bondades que les brindaba el río San Jorge con la pesca. 
El comercio comenzó a surgir poco a poco. Los habitantes de la zona, la mayoría provenientes del departamento de Antioquia, comenzaron a montar diferentes tipos de negocios como graneros, cantinas, entre otros. La población fue creciendo y se comenzaron las construcciones de casa a lado y lado de la carretera Troncal de Occidente. El espacio para habitar se fue reduciendo y hubo la necesidad de expandirse. Fue entonces cuando se creó la primera Junta de Acción Comunal, la cual gestionó ante las haciendas vecinas de la zona la secesión de más tierra para la construcción de viviendas.
Debido a la expansión de la población, las administraciones de los municipios de Ayapel y Montelibano decidieron colocar como límite de los dos municipios la carretera troncal, originándose la división de la comunidad en dos corregimientos, La Apartada de Ayapel y La Frontera de Montelíbano. Debido a la división y al crecimiento poblacional de la zona se generaron muchas necesidades, convirtiéndose los servicios públicos como la mayor prioridad de la zona en esos momentos. 
El ferviente deseo de los pobladores por el desarrollo y progreso de la zona, los motivó para trabajar por la municipalización de La Apartada. Parte de este logro lo resume el líder Octavio Montoya, miembro del Comité Pro Municipio de La Apartada, aprovechando las bondades que en el momento les ofrecía la Ley 136 para la creación de nuevos entes territoriales. Realizaron los estudios necesarios para tal fin y convencidos de que cumplían con los requisitos necesarios para la municipalización de La Apartada, elaboraron el proyecto.
Luego de realizar todos los trámites requeridos, fue presentado el proyecto de ordenanza 07 de 1997 ante la Asamblea Departamental de Córdoba, mediante el cual se crea el municipio de La Apartada, segregándose así de los municipios de Ayapel y Montelíbano.

## Geografía

### Descripción física
El municipio de La Apartada está ubicado al sureste del departamento de Córdoba en la subregión del Río San Jorge, entre la margen derecha de este y los límites con el departamento de Antioquia. 
El territorio presenta una topografía poco accidentada, con una altitud promedio de 60 m s. n. m. y con ligeras ondulaciones que no sobrepasan los 200 m s. n. m.

### Límites del municipio
- Norte: con el municipio de Buenavista y el río San Jorge.
- Sur: con el municipio de Caucasia en el departamento de Antioquia.
- Oriente: con el municipio de Ayapel.
- Occidente: con el municipio de Montelíbano.

### Mapas
|                                |
| Mapa limítrofe de La Apartada. |

|                        |
| Barrios de La Apartada |

## Hidrografía
Río San Jorge, caños, quebradas y pequeñas ciénagas.

## Minería
Explotación de oro, especialmente en la vereda las Escobillas.

## Economía
Se cultivan grandes extensiones de arroz, sorgo, sandía y maíz; en menor escala yuca, plátano, cítricos, mango, guayaba y otros frutales.

## Educación
- Institución Educativa Daniel Alfonso Paz Álvarez - (Indapaz)
- Institución educativa Sitio Nuevo
- Institución educativa Luis Fernando González Botero (Luisfergob)

## Símbolos

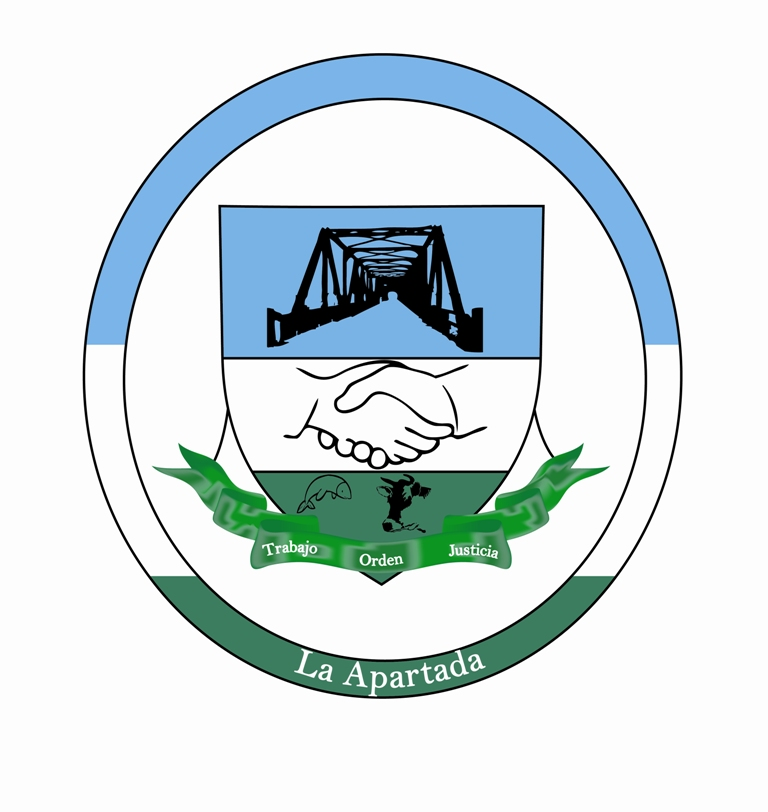
Escudo de La Apartada.

### Escudo
Lleva en su interior los colores de la bandera, en su mismo orden y en su mismo significado. En la parte inferior lleva una cinta de color verde como símbolo de simboliza bienestar, felicidad y salud, el emblema «trabajo, orden y justicia». El puente significa la entrada a la costa Caribe Colombiana. Las res, la riqueza ganadera del municipio. El pez, la riqueza piscícola del río San Jorge.  Las manos entrelazadas, "Unión de dos pueblos" (La Apartada como corregimiento de Montelìbano y La Apartada como corregimiento de Ayapel) para buscar su independencia.

Bandera de La Apartada.

### Bandera
El color azul claro en la parte superior significa los cielos abiertos y puertas abiertas como entrada a la región Caribe. Color Blanco en el medio, significa la paz y la tranquilidad de los habitantes. El color verde obscuro, en la franja inferior, significa la fertilidad y la pureza de los suelos.

### Himno
| - Letra: Marly María Manchego - Música: Marcelino Pérez - Voz: Eder Burgos Coro A la entrada de la Costa Atlántica allí está La Apartada de Córdoba puerta de oro de la Costa municipio pujante y luchador que luchó por su independencia igual que el Libertador |  |  |  | I Su pueblo con ansias de progreso sus mujeres que son de gran valor siempre luchan uniendo sus esfuerzos por tener un municipio mejor Dios ha bendecido a nuestra tierra en Colombia por su ubicación es allí por donde todos pasan a la Costa o al Interior II El imponente río San Jorge baña sus tierras con orgullo y amor con sus peces brinda el alimento a un pueblo trabajador Su escudo insignia de nuestra tierra que nos muestra con gran esplendor la riqueza y la historia de un pueblo que es amable y de mucho valor |  | III Fueron dos pueblos que se unieron con esperanza y con gran ilusión de hacer de los dos un municipio y tener un futuro mejor. Aquellos que juntos lideraron este sueño con alma y corazón vivirán en la memoria de este pueblo que es valiente y también soñador. |  |  |

## Población 2005
Población 13.890
Cabecera 11.549
Resto 2.341
Hombres 6.932
Mujeres 6.958
Hogares 2,840
Viviendas 2,843
Unidades Económicas 356
Unidades Agropecuarias(*) 453
(*) Unidades asociadas a vivienda rural

## Servicios públicos
- Energía Eléctrica: Afinia, del grupo EPM, es la empresa prestadora del servicio de energía eléctrica.
- Gas Natural: Surtigas es la empresa distribuidora y comercializadora de gas natural en el municipio.